# Vitorino Nemésio
Vitorino Nemésio Mendes Pinheiro da Silva (Praia da Vitória, 19 de diciembre de 1901-Lisboa, 20 de febrero de 1978) fue un poeta, escritor e intelectual originario de las islas Azores. Destacó además como novelista —como autor de Mau Tempo no Canal—, y fue profesor de la Facultad de Letras de la Universidad de Lisboa.

## Biografía
Vitorino Nemésio nació en Praia da Vitóri, de la isla Terceira (Azores); era hijo de Vitorino Gomes da Silva y Maria da Glória Mendes Pinheiro.
No tuvo unos inicios brillantes en sus estudios: tuvo que repetir quinto curso y fue expulsado de su primer instituto. Con su ingreso en la escuela Angra surgió su interés por la historia y las ciencias sociales, pues allí se inició en la escritura colaborando en el diario Eco Académico: Semanario dos Alunos do Liceu de Angraand, y fundó Estrela d'Alva: Revista Literária Ilustrada e Noticiosa. 
En esta época empezó a desarrollar sus ideas republicanas de la mano de su amigo Jaime Brail, Luís da Silva Riberio y el bibliotecario Gervásio Lima. Accedió a la Escuela Nacional con un simple aprobado, lo que motivó su traslado a Horta y completó los Cursos Generales en julio de 1918. Su vida en Horta, un puerto cosmopolita especialmente a finales de la Gran Guerra, le serviría de inspiración para su gran obra Mau Tempo no Canal. 
En agosto de 1918, una crítica del diario O Telégrafo sobre su primer libro de poesía, Canto Matinal, le puso en contacto con un editor que publicó la obra.
En 1919, decidió alistarse y fue enviado a Lisboa. Allí colaboró con los diarios A Pátria, A Imprensa de Lisboa y Última. En 1921, finalizó sus estudios de secundaria en Coímbra y se matriculó en Derecho en la Universidad de Coímbra. En 1925 se pasó a Ciencias Sociales y Aplicadas, pero quiere especializarse en lenguas románicas. En un viaje de estudios a Salamanca en 1929 conoció a Miguel de Unamuno con el que comparte ideas políticas que intercambiarán por correo durante los años siguientes.
El 12 de febrero de 1926 en Coímbra, se casó con Gabriela Monjardino de Azevedo Gomes; tuvieron cuatro hijos: Georgina, Jorge, Manuel y Ana Paula.
En 1930 pidió el traslado a la Facultad de Letras de la Universidad de Lisboa donde concluye sus estudios de Filología Románica y empezó a impartir clases de literatura italiana y española. Se doctoró en dicha universidad en 1934 con la tesis sobre le escritor A. Herculano: A Mocidade de Herculano Até à Volta do Exílio. Entre 1937 y 1939, dejó la Universidad de Lisboa para dar clases en la Universidad Libre de Bruselas. Regresó en ese último año a la Faculdad de Letras de Lisboa, donde estuvo cuatro décadas. Se jubiló en 1971; aunque dio unas lecciones, en Brasil, en 1958. 
Escribió y presentó el programa de la televisión portuguesa Se bem me lembro que popularizó su imagen literaria. También dirigió el diario O Dia de diciembre de 1975 a octubre de 1976.
Murió el 20 de febrero de 1978 en Lisboa en el Hospital CUF y fue enterrado en el cementerio de Santo António dos Olivais, Coímbra.

## Obra
En 1938 publicó su primer tomo de poesía, O Bicho Harmonioso. Sus dos últimos poemarios son Canto de Véspera (1966) y Sapateia Açoriana, Andamento Holandês e Outros Poemas (1976).
Publicó asimismo narrativa de diverso tipo: Paço de Milhafre (cuentos, 1924), Varanda de Pilatos (novela, 1926), así como unos relatos A Casa Fechada, en 1937, de especial valor.
En 1944 concluyó su novela Mau Tempo no Canal, pieza capital de su narrativa. Él mismo afirmaría, en un inédito, que es autor de una novela única, pues de hecho no seguiría con el género narrativo. Este largo relato, empezado en 1939, transcurre en las islas de Faial, Terceira, Pico y São Jorge, entre 1917 e 1919; retrata la sociedad azoriana, en particular la sociedad estratificada de la ciudad de Horta, en la que se desarrolla la trama principal de la obra y donde el autor se encontraba en ese momento de su vida. Es una novela compleja, variada, densa y sutil, obra maestra incomparable en la literatura portuguesa del siglo XX.
Además de contar la historia de amor entre Margarida Clark Dulmo y João Garcia (y las tensas relaciones entre las dos familias) Mau Tempo no Canal da una panorámica de esa sociedad y de las pasiones y angustias de los humanos en medio de una sociedad antigua, con sus reglas y convenciones. Es un libro mítico, hoy, sobre sus islas originarias, gracias a la transfiguración de las Azores en un mundo fantástico individual.
Destacan asimismo sus ensayos y crónicas: O Segredo de Ouro Preto (1954) y Corsário das Ilhas (1956) en la mitad de la vida. La última recopilación de éstas es Jornal do Observador (1974).

## Libros destacados

### Poesía
- O Bicho Harmonioso (1938)
- Eu, Comovido a Oeste (1940)
- Nem Toda a Noite a Vida (1953)
- O Verbo e a Morte (1959)
- Canto de Véspera (1966)
- Sapateia Açoriana, Andamento Holandês e Outros Poemas (1976)

### Narrativa
- Paço de Milhafre (1924)
- Varanda de Pilatos (1926)
- A Casa Fechada, cuentos (1937)
- Mau Tempo no Canal (1944), novela galardonada con el Prémio Ricardo Malheiros

### Ensayo y Crítica
- Sob os Signos de Agora (1932)
- A Mocidade de Herculano (1934)
- Relações Francesas do Romantismo Português (1936)
- Ondas Médias (1945)
- Conhecimento de Poesia (1958)

### Crónica
- O Segredo de Ouro Preto (1954)
- Corsário das Ilhas (1956)
- Jornal do Observador (1974).